# Sierichstraße (metropolitana di Amburgo)
Sierichstraße è una stazione della metropolitana di Amburgo, sulla linea U3.